# Budzów (województwo opolskie)
Budzów (niem. Busow) – wieś w Polsce położona w województwie opolskim, w powiecie oleskim, w gminie Gorzów Śląski.
W latach 1954–1959 wieś należała i była siedzibą władz gromady Budzów, po jej zniesieniu w gromadzie Kozłowice. 
W latach 1975–1998 miejscowość administracyjnie należała do województwa częstochowskiego.

## Nazwa
W księdze łacińskiej Liber fundationis episcopatus Vratislaviensis (pol. Księga uposażeń biskupstwa wrocławskiego) spisanej za czasów biskupa Henryka z Wierzbna w latach 1295–1305 miejscowość wymieniona jest w zlatynizownej formie Budow.
W alfabetycznym spisie miejscowości na terenie Śląska wydanym w 1830 roku we Wrocławiu przez Johanna Knie wieś występuje pod polską nazwą Budzow. Nie występuje w nim druga, zgermanizowana forma nazwy. Podobnie zapisuje miejscowość spis geograficzno-topograficzny Prus z 1835 roku notując jako jedyną nazwę Budzow.
W 1936 roku hitlerowska administracja III Rzeszy, chcąc zatrzeć polskie pochodzenie nazwy wsi, zmieniły nazwę na Forstfelde.

## Demografia
Budzów jest małą wioską liczącą około 200 mieszkańców.

## Zabytki
Do wojewódzkiego rejestru zabytków wpisany jest:
- zespół dworski, z k. XIX w.:
  - dwór
  - park.